# Гроттерия
Гроттерия (итал. Grotteria) — коммуна в Италии, располагается в регионе Калабрия, подчиняется административному центру Реджо-Калабрия.
Население составляет 3611 человек, плотность населения составляет 98 чел./км². Занимает площадь 37 км². Почтовый индекс — 89043. Телефонный код — 0964.
В коммуне особо почитаем животворящий Крест Господень. Праздник ежегодно празднуется 2 сентября.